# Geringde zaagrugschildpad
De geringde zaagrugschildpad (Graptemys oculifera) is een schildpad uit de familie moerasschildpadden (Emydidae).

## Naam en indeling
De wetenschappelijke naam van de soort werd voor het eerst voorgesteld door Georg Baur in 1890. Oorspronkelijk werd de wetenschappelijke naam Malacoclemmys oculifera gebruikt.
De soortaanduiding oculifera betekent vrij vertaald 'oog-dragend'.

## Uiterlijke kenmerken
De maximale rugschildlengte van deze soort is 22 centimeter, de mannetjes blijven echter de helft kleiner tot maximaal elf cm. Het schild is opvallend vanwege de naar achteren gekromde, stekelachtige punten op de voorste hoornschilden, die uitmaken van een lengtekiel op het midden van het schild. De achterste hoornplaten eindigen eveneens puntig. De huid is zwart, met heldere gele lengtestrepen op zowel de kop en de poten, wat de schildpad tot een opvallende verschijning maakt.
Het buikschild heeft een gele tot oranje kleur met donkere naden tussen de schilden. De plastronformule is als volgt: abd > fem >< an >< pect > gul > hum.
Mannetjes zijn van vrouwtjes te onderscheiden door een langere en dikkere staart en een iets holler buikschild. Daarnaast hebben de mannetjes sterk verlengde nagels aan de voorpoten.

## Levenswijze
De geringde zaagrugschildpad is vrijwel geheel carnivoor, op het menu staat voornamelijk dierlijk materiaal zoals insecten en tweekleppigen. Insecten die worden gegeten zijn voornamelijk schietmotten, tweevleugeligen, kevers en haften. Daarnaast worden dode vissen en ook wel plantaardig materiaal gegeten. De vrouwtjes zetten in het broedseizoen een tot tien eieren af per legsel, gemiddeld zijn het er drie tot vier, die na ongeveer drie maanden uitkomen. De eieren hebben een witte kleur en zijn 39 millimeter lang en 24 mm breed. De uitgeslopen juvenielen meten ongeveer 35 millimeter. De schildpad kan een leeftijd bereiken van 25 jaar voor de mannetjes en vrouwtjes kunnen tot 37 jaar oud worden.

## Verspreiding en habitat
De geringde zaagrugschildpad is endemisch in de Verenigde Staten en komt alleen voor in de staten Mississippi en Louisiana rond de rivier Pearl River. De habitat bestaat uit snel stromende rivieren met een zand- of kleibodem en voldoende boven water uitstekende objecten om te zonnen.

## Beschermingsstatus
Door de internationale natuurbeschermingsorganisatie IUCN is de beschermingsstatus 'kwetsbaar' toegewezen (Vulnerable of VU).